# Borik (Banja Luka)

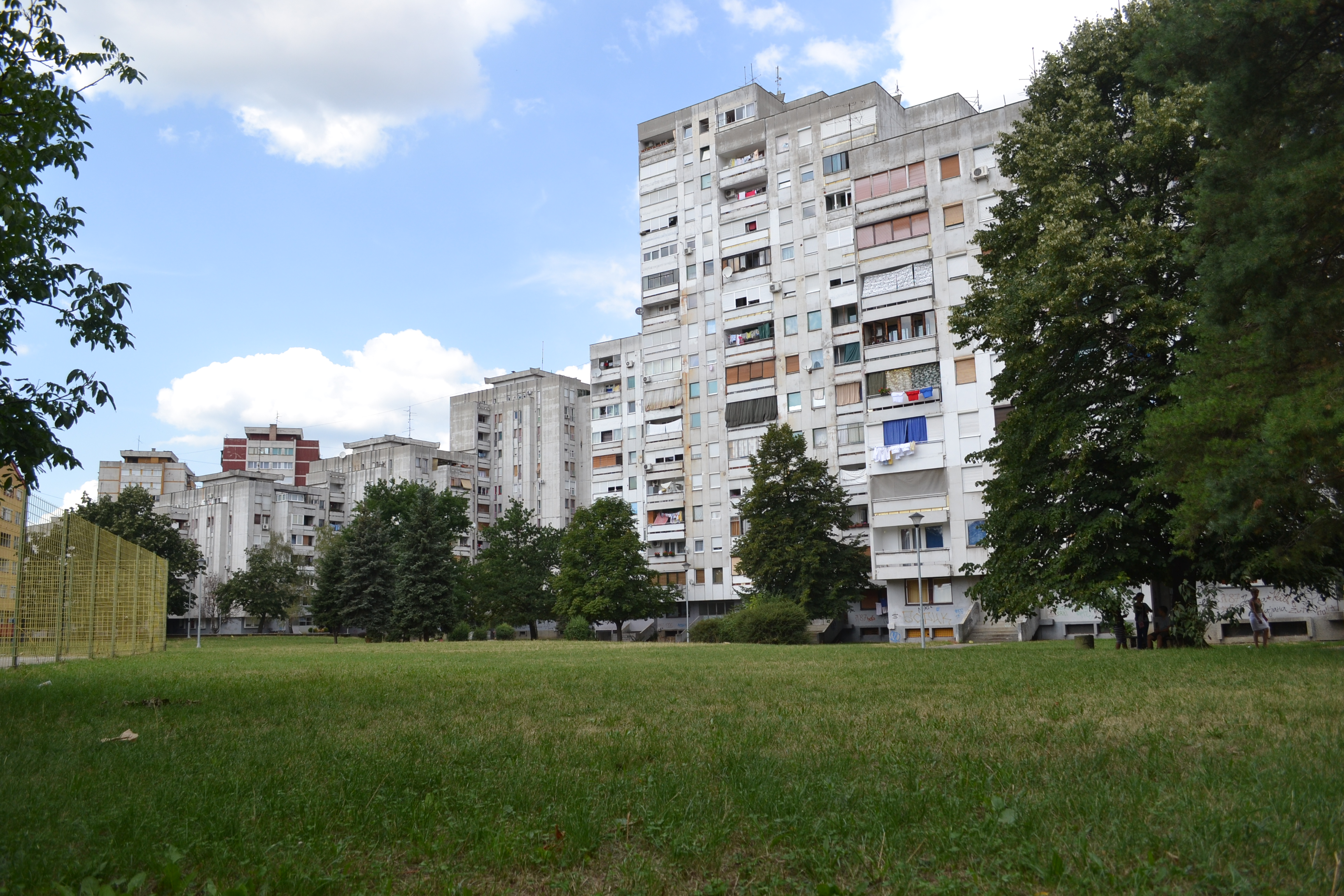
Panelové domy.

Borik (srbsky Борик) je název pro lokalitu v městě Banja Luka v Bosně a Hercegovině. Spojuje přibližně střed města s třídou Bulevar vojvode Petra Bojovića. Leží na levém břehu řeky Vrbasu. Na druhé straně dále od centra se nachází Novi Borik.
Dynamický rozvoj do podoby především panelového sídliště s frekventovanými třídami a věžovými domy se uskutečnil po zemětřesení v roce 1969, kdy bylo město poškozeno. V roce 1991 v posledním jugoslávském sčítání lidu zde žilo 11 862 lidí.
V této části města se nachází stejnojmenná sportovní hala (dokončena roku 1974, architekt Sead Zahirović), v níž hrají týmy RK Borac (házená), KK Borac (basketbal) a řada dalších týmů z Banja Luky.